# Dolisie
Dolisie, conocida como Loubomo entre 1975 y 1991, es una comuna de la República del Congo, chef-lieu del departamento de Niari en el suroeste del país. Es la tercera ciudad más poblada del país tras Brazzaville y Pointe-Noire. En 2023, la comuna tenía una población de 178 172 habitantes.
Se divide en dos arrondissements, aunque por el momento carecen de topónimo.
Se ubica unos 100 km al noreste de Pointe-Noire, sobre la carretera N1 que lleva a Brazzaville. Al noroeste de la ciudad sale la carretera N3 que lleva a Libreville.

## Clima
| Parámetros climáticos promedio de Dolisie | Parámetros climáticos promedio de Dolisie | Parámetros climáticos promedio de Dolisie | Parámetros climáticos promedio de Dolisie | Parámetros climáticos promedio de Dolisie | Parámetros climáticos promedio de Dolisie | Parámetros climáticos promedio de Dolisie | Parámetros climáticos promedio de Dolisie | Parámetros climáticos promedio de Dolisie | Parámetros climáticos promedio de Dolisie | Parámetros climáticos promedio de Dolisie | Parámetros climáticos promedio de Dolisie | Parámetros climáticos promedio de Dolisie | Parámetros climáticos promedio de Dolisie |
| Mes                                       | Ene.                                      | Feb.                                      | Mar.                                      | Abr.                                      | May.                                      | Jun.                                      | Jul.                                      | Ago.                                      | Sep.                                      | Oct.                                      | Nov.                                      | Dic.                                      | Anual                                     |
| ----------------------------------------- | ----------------------------------------- | ----------------------------------------- | ----------------------------------------- | ----------------------------------------- | ----------------------------------------- | ----------------------------------------- | ----------------------------------------- | ----------------------------------------- | ----------------------------------------- | ----------------------------------------- | ----------------------------------------- | ----------------------------------------- | ----------------------------------------- |
| Temp. máx. media (°C)                     | 30.6                                      | 31.1                                      | 31.7                                      | 31.7                                      | 30.6                                      | 28.3                                      | 26.1                                      | 26.7                                      | 27.8                                      | 30                                        | 30                                        | 30                                        | 29.4                                      |
| Temp. mín. media (°C)                     | 21.7                                      | 21.1                                      | 21.1                                      | 21.7                                      | 21.1                                      | 19.4                                      | 17.8                                      | 18.3                                      | 19.4                                      | 21.1                                      | 21.7                                      | 21.7                                      | 20.6                                      |
| Precipitación total (mm)                  | 124.5                                     | 167.6                                     | 205.7                                     | 203.2                                     | 94                                        | 0                                         | 0                                         | 0                                         | 7.6                                       | 71.1                                      | 213.4                                     | 167.6                                     | 1252.2                                    |
| Fuente: Weatherbase                       |                                           |                                           |                                           |                                           |                                           |                                           |                                           |                                           |                                           |                                           |                                           |                                           |                                           |

## Deportes
- Léopards de Dolisie